# Science Saru
Science Saru, Inc. (サイエンスSARU Kabushiki-gaisha Saiensu SARU?), estilizado como Science SARU, es un estudio de animación japonés con sede en Kichijōji, Tokio. Fundado el 4 de febrero de 2013 por la productora Eunyoung Choi y el director Masaaki Yuasa, el estudio ha producido largometrajes y series animadas, además de coproducciones y episodios de series para otros estudios. La primera animación de Science Saru fue el episodio "Food Chain" de la serie animada estadounidense Adventure Time (2014); sus proyectos más recientes son el largometraje animado Inu-Oh (2021), dos cortometrajes para el proyecto de antología animada Star Wars: Visions (2021), y las series animadas Heike Monogatari (2021), Yurei Deco (2022), Scott Pilgrim Takes Off (2023) y Dandadan (2024).
El trabajo del estudio ha recibido elogios de la crítica tanto en Japón como a nivel internacional, ganando premios en el Festival Internacional de Cine de Animación de Annecy, el Premio de la Academia de Cine de Japón, los Premios de Cine de Mainichi, y el Festival de Artes de Medios de Japón.
Science Saru utiliza un método de producción de animación híbrido que combina animación tradicional en celdas y animación digital (incluida la animación en Flash), una técnica que no había sido utilizada previamente en la animación japonesa. Actualmente, el estudio está dirigido por Eunyoung Choi.

## Nombre
El nombre del estudio, Science Saru, se traduce como "Mono de Ciencia". Masaaki Yuasa, cofundador de la compañía, solía dibujarse a sí mismo como un mono en autorretratos, pero quería que su empresa fuera más inteligente que un mono. Por ello, añadió la palabra Science (Ciencia) antes de Saru (Mono) con la intención de crear una compañía que combinara instinto e inteligencia.
La cofundadora Eunyoung Choi describió con más detalle el significado del nombre:
"Pensamos en muchos posibles nombres para el estudio... 'Science' (Ciencia) representa la lógica, los negocios, los números, los planes, la tecnología y las nuevas herramientas. Por otro lado, 'Saru' significa mono en japonés. Como animadores, aportamos creatividad, intuición, arte, disfrutar el momento y el espíritu juguetón... una especie de 'hacer el mono'. Queremos mantener estas personalidades en Science Saru. Así, buscamos crear un equilibrio. 'Science' está en inglés, lo que resalta el aspecto internacional, mientras que 'Saru', en japonés, mantiene el vínculo con el anime tradicional."

## Historia

### Fundación
Science Saru fue fundado el 4 de febrero de 2013 por Masaaki Yuasa y Eunyoung Choi. Ambos habían trabajado juntos en numerosos proyectos anteriormente, y Choi tenía experiencia previa liderando Ankama Japan, un estudio que utilizaba técnicas similares de producción de animación digital y contaba con un equipo multinacional. La creación del estudio fue propuesta por Choi durante la realización del cortometraje Kick-Heart (2013), el primer proyecto de animación japonesa a gran escala que fue financiado con éxito a través de Kickstarter. La primera producción oficial bajo el nombre de Science Saru fue un episodio de la serie animada estadounidense Adventure Time, titulado Food Chain (2014), en el que Yuasa trabajó como director, guionista y guionista gráfico, mientras que Choi fue codirectora. Para julio de 2014, el estudio también fue reconocido por crear la animación digital de la serie animada de Yuasa Ping Pong the Animation (2014).
La primera ubicación de Science Saru fue una pequeña casa suburbana convertida en un estudio de animación improvisado. Para finales de 2013, la compañía había crecido a un equipo de cinco personas, incluidos Yuasa, Choi y Abel Góngora, un exmiembro de Ankama Japan; las primeras producciones del estudio comenzaron con este pequeño equipo.

### Técnica de producción y entorno de estudio
Science Saru utiliza una combinación de animación tradicional dibujada a mano y animación digital creada con varios programas de software, incluidos Adobe Animate. El estudio se refiere a su método de producción de animación y el estilo resultante como "animación asistida digitalmente". Al utilizar la "animación asistida digitalmente", el trabajo inicial de animación, conocido como animación clave (donde se establecen las posturas clave del movimiento), se dibuja a mano, y luego se recrea digitalmente para las etapas de animación intermedia (que se utiliza para crear un movimiento suave llenando los espacios entre las posturas clave) y también para el coloreado. La ventaja de esta técnica de producción es la mayor eficiencia, lo que permite que los proyectos se completen más rápido y con un equipo más pequeño; este enfoque de equipo reducido permite una comprensión más profunda de la visión artística del director. Este enfoque en la producción de animación ha recibido elogios de creadores y publicaciones de la industria.
La diversidad de Science Saru también es única entre los estudios de animación japoneses: emplea un equipo de animación multicultural. Según Choi, el personal es seleccionado en función de sus habilidades, sin importar su origen nacional, y la inclusión de perspectivas globales ayuda a crear historias más completas y enriquecidas. Este enfoque multicultural no solo aporta variedad al proceso creativo, sino que también permite al estudio abordar temas y estilos narrativos desde diferentes ángulos.

### Primeros trabajos como subcontratista (2014–2015)
Science Saru comenzó sus actividades corporativas asumiendo trabajos de subcontratación, así como colaborando con otros estudios en diversos proyectos. El primer proyecto del estudio fue el episodio de Adventure Time titulado Food Chain (2014). Este episodio fue producido completamente en el estudio, y Yuasa y Choi recibieron total libertad por parte del creador de la serie, Pendleton Ward, para desarrollar el episodio a su manera. Food Chain recibió elogios de la crítica como uno de los mejores episodios de la serie, fue seleccionado para la competencia oficial en Annecy, y fue nominado a los Premios Annie a Dirección Destacada en Televisión. Otro de los primeros logros destacados fue la serie de televisión Ping Pong the Animation (2014), dirigida por Yuasa; Science Saru proporcionó servicios de producción de animación "asistida digitalmente", mientras que Tatsunoko Production fue el estudio principal. La serie recibió el Premio de Selección del Jurado en el Premio de la Academia de Cine de Japón, y ganó el Gran Premio a la Animación de Televisión en el Tokyo Anime Awards Festival. Además, el diseñador de personajes y colaborador de largo tiempo Nobutake Itō ganó el premio al Mejor Animador por su logro individual. Ping Pong the Animation fue posteriormente destacada como una de las mejores series de animación japonesa de la década. Science Saru también brindó asistencia en la producción de un par de episodios de la serie de televisión Space Dandy (2014), de Bones; ambos episodios recibieron elogios de la crítica.
El trabajo adicional de subcontratación incluyó la animación de los créditos iniciales para varias de las series animadas de Garo (2014-15; 2017-18); asistencia de animación para Yo-kai Watch: The Movie (2014), un par de películas de Crayon Shin-chan (2014, 2015), y Typhoon Noruda (2015); y producción de animación para la miniserie promocional What's Debikuro? (2014), el video musical Song of Four Seasons (2015), y episodios promocionales para la serie animada estadounidense OK K.O.! Let's Be Heroes (2015-17).

### Paso a los largometrajes (2016–2017)
A principios de 2016, Science Saru ya había ganado experiencia y establecido su nombre en la industria; aunque seguía siendo un equipo pequeño, la compañía estaba lista para emprender su primer proyecto a gran escala. El primer largometraje de animación del estudio, la película de fantasía familiar Yoake Tsugeru Lu no Uta (2017), fue producida en menos de 16 meses utilizando técnicas de animación "asistida digitalmente". Yuasa dirigió y coescribió Yoake Tsugeru Lu no Uta, siendo este su primer largometraje con una historia original. Durante la producción de Yoake Tsugeru Lu no Uta, Yuasa y Science Saru recibieron la oportunidad de producir una segunda película, la comedia romántica Yoru wa Mijikashi Aruke yo Otome (2017), basada en la novela de Tomihiko Morimi. Antes de la creación de Science Saru, Yuasa había dirigido una adaptación de la novela de Morimi Yojōhan Shinwa Taikei (2010); Yuasa había esperado adaptar Yoru wa Mijikashi Aruke yo Otome inmediatamente después de esa producción, pero no pudo hacerlo en ese momento. Cuando se le ofreció la oportunidad en 2016, aceptó de inmediato. Esto resultó en que el trabajo de preproducción de Yoru wa Mijikashi Aruke yo Otome se solapara con la postproducción de Yoake Tsugeru Lu no Uta. Aunque Yoake Tsugeru Lu no Uta se completó primero, se estrenó después de Yoru wa Mijikashi Aruke yo Otome; esto se debió en parte a una sugerencia de marketing que indicaba que podría ser preferible que la primera película del estudio estuviera basada en una propiedad preexistente conocida por el público japonés.
Tanto Yoake Tsugeru Lu no Uta como Yoru wa Mijikashi Aruke yo Otome recibieron elogios inmediatos de la crítica. Yoake Tsugeru Lu no Uta ganó el Le Cristal du long métrage en el Festival Internacional de Cine de Animación de Annecy, el Premio Ōfuji Noburō en los Premios de Cine de Mainichi, el Gran Premio de Animación en el Festival de Artes de Medios de Japón. Por su parte, Yoru wa Mijikashi Aruke yo Otome recibió el Premio de la Academia de Cine de Japón a la Animación del Año, el Gran Premio del Festival Internacional de Animación de Ottawa a la Mejor Película de Animación, un Premio de Selección del Jurado en el Festival de Artes de Medios de Japón, y ha sido incluida en la lista de las mejores películas de animación japonesa de la década.

### Éxito internacional y alianza con Netflix (2018–2019)
El año 2018 fue crucial para que Science Saru, y en particular Masaaki Yuasa, lograran reconocimiento y prominencia internacional. Yoake Tsugeru Lu no Uta y Yoru wa Mijikashi Aruke yo Otome, así como la película de Yuasa Mind Game (2004), fueron licenciadas para distribución en América del Norte por GKIDS. Sin embargo, lo más significativo para el creciente reconocimiento de Science Saru fue el estreno en Netflix de la serie animada Devilman Crybaby (2018), basada en el manga de Gō Nagai. La serie representó una ampliación dramática de la capacidad de producción de Science Saru; antes de este proyecto, el estudio operaba con un personal limitado de 20 a 25 personas, pero el trabajo en la serie requirió una expansión significativa, que incluyó la contratación de directores de episodios y nuevos talentos creativos. Devilman Crybaby fue un éxito inmediato y masivo a nivel internacional; con el 90% de su audiencia fuera de Japón, la serie alcanzó la mayor audiencia global para el estudio hasta esa fecha. La serie inspiró memes en internet, fue perfilada por el YouTuber PewDiePie, y fue ampliamente comentada en Twitter. La serie fue nominada en 7 categorías en los Crunchyroll Anime Awards y ganó el premio a Anime del Año y Director del Año, también recibió un Premio de Selección del Jurado en el Festival de Artes de Medios de Japón, y fue citada por Vulture como una de las 100 secuencias más influyentes en la historia de la animación global, y fue incluida en la lista de las mejores series de animación japonesa de la década.
En 2019, Science Saru produjo la próxima película de Yuasa, Kimi to, Nami ni Noretara (2019), una historia original. La película recibió las mejores críticas hasta la fecha para el estudio. Kimi to, Nami ni Noretara fue seleccionada para la competencia oficial en el Festival Internacional de Cine de Animación de Annecy, fue nominada a los Premios de Cine de Mainichi como Mejor Película de Animación, y también fue nominada a los Premios Annie en las categorías de Mejor Película Independiente y Dirección Destacada de Película de Largometraje, recibió un Premio de Selección del Jurado en el Festival de Artes de Medios de Japón, y ganó el Premio a la Mejor Película de Animación en el Festival Internacional de Cine de Shanghai, el Festival Internacional de Cine de Fantasia, y el Festival Internacional de Cine de Sitges. También en 2019, Science Saru produjo la serie Super Shiro (2019), una entrega de la popular franquicia Crayon Shin-chan creada por Yoshito Usui. La serie fue dirigida por Yuasa y el veterano animador Tomohisa Shimoyama (quien hizo su debut como director). La participación de Yuasa representó la culminación de una larga asociación con Crayon Shin-chan, habiendo trabajado en la franquicia por primera vez en la década de 1990. Al final del año, la década de 2010 fue reconocida como la "década de despegue" de Masaaki Yuasa; colectivamente, Devilman Crybaby y el lanzamiento de las películas de Yuasa en Estados Unidos llevaron a que fuera destacado como uno de los directores más importantes y emocionantes de la animación.
En 2020, Science Saru produjo la serie de comedia Eizōken ni wa Te wo Dasu na! (2020). Dirigida por Yuasa y basada en el manga de Sumito Ōwara, la serie impulsó las ventas del manga original, inspiró memes en internet, y ganó el Premio Galaxy de la Asociación de Críticos de Televisión de Japón durante su emisión.Tras la conclusión de la transmisión, Eizōken ni wa Te wo Dasu na! recibió elogios críticos como una de las mejores series de animación japonesa tanto de la temporada como del año en su conjunto, y fue reconocida por The New York Times y The New Yorker como una de las mejores series de televisión de 2020. La serie fue nominada en 10 categorías en los Crunchyroll Anime Awards y ganó los premios a Director del Año y Mejor Animación, también recibió el Gran Premio a la Animación de Televisión en el Festival de Anime de Tokio, y el Gran Premio de Animación en el Festival de Artes de Medios de Japón. Más tarde ese año, Science Saru produjo la serie de Netflix Nihon Chinbotsu 2020 (2020), basada en la novela de Sakyo Komatsu. Yuasa dirigió junto con Pyeon-Gang Ho, quien debutó como directora con esta serie. La serie atrajo críticas en Japón por su condena al nacionalismo japonés, pero también recibió atención positiva por su multiculturalismo e inclusividad, siendo nombrada como una de las mejores series de animación japonesa de 2020. El primer episodio de la serie recibió el Premio del Jurado de Annecy a la Mejor Serie de Televisión, y la serie completa recibió dos nominaciones en los Crunchyroll Anime Awards. Posteriormente, se estrenó una versión compilada de la serie en cines japoneses en noviembre de 2020, y recibió un Premio de Selección del Jurado en el Festival de Artes de Medios de Japón.

### Nuevo CEO y COVID-19 (2020-2023)
El 25 de marzo de 2020, Masaaki Yuasa renunció como presidente y director representativo de Science Saru. Yuasa citó su deseo de tomarse un descanso de la dirección tras siete años de trabajo continuo, pero reafirmó su compromiso de completar proyectos adicionales con el estudio en el futuro. Posteriormente, Eunyoung Choi asumió el cargo de directora ejecutiva y presidenta del estudio. Choi también confirmó la participación continua de Yuasa con la compañía como creador, y señaló que el estudio buscará desarrollar nuevos proyectos con otros directores. Durante la pandemia de COVID-19 en 2020, Science Saru logró adaptarse rápidamente y continuar con la producción, a pesar de que gran parte de la industria de animación japonesa se vio afectada. En octubre de 2020, el estudio firmó una asociación estratégica no exclusiva con Netflix, centrada en el desarrollo de nuevas series y contenido.
A principios de 2021, Masaaki Yuasa fue reconocido por la Agencia de Asuntos Culturales del gobierno japonés, que le otorgó el Premio del Ministro del Gabinete para las Bellas Artes en los Medios por sus logros significativos a lo largo de su carrera con Science Saru, así como por sus obras anteriores a la creación del estudio. Más tarde ese mismo año, Yuasa recibió otra distinción importante: el Medallón de Honor con Cinta Púrpura, otorgado por el gobierno japonés en reconocimiento a sus destacadas contribuciones al desarrollo artístico y cultural.
En el otoño de 2021, Science Saru presentó dos proyectos interrelacionados: el largometraje de Masaaki Yuasa, Inu-Oh (2021), y la serie animada para televisión Heike Monogatari (2021). Basada en la novela de Hideo Furukawa y con diseños de personajes del creador de Ping Pong Taiyō Matsumoto, Inu-Oh es un drama musical ambientado en el Japón del siglo XIV, que narra la inesperada y única amistad entre dos artistas itinerantes de teatro Noh. El filme tuvo su estreno mundial el 9 de septiembre de 2021 en el 78.º Festival Internacional de Cine de Venecia, seguido por un lanzamiento global en cines en 2022. En América del Norte, GKIDS adquirió los derechos para su distribución en cines y formatos domésticos, estrenándola en cines estadounidenses en agosto de 2022. Tras su debut en el circuito internacional de festivales, Inu-Oh recibió elogios inmediatos por parte de la crítica, fue nominada al Globo de Oro a la Mejor Película Animada, y ganó el Premio Ōfuji Noburō en los Premios de Cine de Mainichi, así como el galardón a la Mejor Película Animada en el Festival Internacional de Cine de Fantasia. Producida simultáneamente con Inu-Oh, la serie de televisión Heike Monogatari adapta la traducción del autor Hideo Furukawa de la épica narrativa histórica japonesa Heike Monogatari. Dirigida por Naoko Yamada, la serie se centra tanto en la política como en las devastaciones de la Guerra Genpei, una guerra civil catastrófica del siglo XII que dividió Japón, así como en las vidas personales y las tragedias de las mujeres de los clanes enfrentados atrapadas en el conflicto. La serie se estrenó el 15 de septiembre de 2021 en América del Norte a través del servicio de streaming Funimation, con estrenos al día siguiente en el servicio japonés FOD (operado por Fuji TV) y el servicio chino Bilibili. Posteriormente, fue transmitida en la televisión japonesa en el bloque de programación +Ultra de Fuji TV en enero de 2022. Tras el final de su lanzamiento en streaming, fue reconocida como una de las mejores series de 2021, y recibió nominaciones en tres categorías en los Anime Trending Awards 2022.
Además, en septiembre de 2021, Science Saru produjo dos cortometrajes para el proyecto de antología animada Star Wars: Visions (2021). Los cortos, titulados Akakiri y T0-B1, formaron parte de una colección de nueve cortometrajes que se estrenaron mundialmente el 22 de septiembre en Disney+. Akakiri, dirigido por Eunyoung Choi, se centra en la historia de una princesa y un Jedi, mientras que T0-B1, dirigido por Abel Góngora, narra las aventuras de un droide que sueña con convertirse en un Jedi y explorar la galaxia. La antología recibió críticas excepcionales, y los cortometrajes de Science Saru fueron destacados como puntos fuertes del proyecto. Star Wars: Visions fue aclamado como uno de los mejores proyectos animados del año, así como uno de los títulos de Star Wars más destacados en una década o más. Episodios de la antología también fueron nominados a varios premios.
En 2022, Science Saru lanzó la serie de animación original para televisión Yurei Deco. Dirigida por Tomohisa Shimoyama, escrita por Dai Satō, y basada en un concepto de Masaaki Yuasa, la serie se inspiró en Las aventuras de Huckleberry Finn de Mark Twain y se estrenó con excelentes críticas, destacando por su narrativa innovadora y su enfoque creativo.
El siguiente proyecto de Science Saru fue una adaptación animada de la novela Yojōhan Time Machine Blues. Basada en la novela homónima escrita por Tomihiko Morimi y derivada de un concepto de Makoto Ueda, esta obra sirve como secuela de Yojōhan Shinwa Taikei, que Masaaki Yuasa adaptó como serie de televisión en abril de 2010, antes de la fundación de Science Saru. El proyecto fue dirigido por Shingo Natsume, con el guionista Makoto Ueda, el diseñador de personajes Yūsuke Nakamura y la mayoría del elenco de voces japonés original de Yojōhan Shinwa Taikei retomando sus roles creativos. El proyecto debutó inicialmente como una serie en Disney+ en 2022, seguida de un largometraje recopilatorio estrenado en cines ese mismo año; el lanzamiento en Disney+ incluyó un episodio original que no formó parte de la versión cinematográfica.

### Filial de Tōhō (2024-actualidad)
El 23 de mayo de 2024 se anunció que Tōhō adquiriría la totalidad de las acciones de Science SARU para convertirlo en una subsidiaria, proceso que se completó el 19 de junio del mismo año.

## Obras

### Series de televisión
| Año  | Título                       | Director(es)                     | Fecha de primera transmisión | Fecha de última transmisión | Eps. | Notas | Refs.                   |
| ---- | ---------------------------- | -------------------------------- | ---------------------------- | --------------------------- | ---- | --- | ----------------------- |
| 2019 | Super Shiro                  | Masaaki Yuasa Tomohisa Shimoyama | 14 de octubre de 2019        | 7 de septiembre de 2020     | 48   | Serie spin-off de la franquicia Crayon Shin-chan.                                                                 | [ 156 ]                 |
| 2020 | Eizōken ni wa Te wo Dasu na! | Masaaki Yuasa                    | 5 de enero de 2020           | 22 de marzo de 2020         | 12   | Adaptación del manga escrito e ilustrado por Sumito Ōwara.                                                        | [ 85 ]                  |
| 2022 | Heike Monogatari             | Naoko Yamada                     | 13 de enero de 2022          | 24 de marzo de 2022         | 11   | Adaptación de la traducción de Hideo Furukawa del clásico poema épico de la literatura japonesa Heike Monogatari. | [ 157 ]                 |
| 2022 | Yurei Deco                   | Tomohisa Shimoyama               | 3 de julio de 2022           | 18 de septiembre de 2022    | 12   | Historia original.                                                                                                | [ 158 ]                 |
| 2024 | Dandadan                     | Fūga Yamashiro                   | 4 de octubre de 2024         | 20 de diciembre de 2024     | 12   | Adaptación del manga escrito e ilustrado por Yukinobu Tatsu.                                                      | [ 159 ] [ 160 ] [ 161 ] |
| 2025 | Dandadan 2nd Season          | Fūga Yamashiro Abel Góngora      | 4 de julio de 2025           | —                           | 12   | Secuela de Dandadan.                                                                                              | [ 162 ] [ 163 ]         |
| 2025 | Sanda                        | Tomohisa Shimoyama               | 4 de octubre de 2025         | —                           | —    | Adaptación del manga escrito e ilustrado por Paru Itagaki.                                                        | [ 164 ] [ 165 ] [ 166 ] |
| 2026 | The Ghost in the Shell       | Moko-chan                        | 2026                         | —                           | —    | Adaptación del manga escrito e ilustrado por Masamune Shirow.                                                     | [ 167 ]                 |
| 2026 | Tenmaku no Jādūgaru          | —                                | 2026                         | —                           | —    | Adaptación del manga escrito e ilustrado por Tomato Soup.                                                         | [ 168 ] [ 169 ]         |

### Películas
| Año  | Título                           | Director(es)  | Fecha de lanzamiento    | Duración | Notas                                                                                | Refs.   |
| ---- | -------------------------------- | ------------- | ----------------------- | -------- | ------------------------------------------------------------------------------------ | ------- |
| 2017 | Yoru wa Mijikashi Aruke yo Otome | Masaaki Yuasa | 7 de abril de 2017      | 92m      | Adaptación de la novela escrita por Tomihiko Morimi e ilustrada por Yusuke Nakamura. |         |
| 2017 | Yoake Tsugeru Lu no Uta          | Masaaki Yuasa | 19 de mayo de 2017      | 111m     | Historia original.                                                                   |         |
| 2019 | Kimi to, Nami ni Noretara        | Masaaki Yuasa | 21 de junio de 2019     | 95m      | Historia original.                                                                   | [ 170 ] |
| 2021 | Inu-Oh                           | Masaaki Yuasa | 9 de septiembre de 2021 | 97m      | Adaptación de la novela escrita por Hideo Furukawa.                                  |         |
| 2024 | Kimi no Iro                      | Naoko Yamada  | 30 de agosto de 2024    | 101m     | Historia original.                                                                   |         |

### ONAs
| Año  | Título                              | Director(es)               | Fecha de primera transmisión | Fecha de última transmisión | Eps. | Notas                                                                 | Refs.   |
| ---- | ----------------------------------- | -------------------------- | ---------------------------- | --------------------------- | ---- | --------------------------------------------------------------------- | ------- |
| 2018 | Devilman Crybaby                    | Masaaki Yuasa              | 5 de enero de 2018           | 5 de enero de 2018          | 10   | Adaptación del manga escrito e ilustrado por Go Nagai.                | [ 59 ]  |
| 2020 | Nihon Chinbotsu 2020                | Masaaki Yuasa              | 9 de julio de 2020           | 9 de julio de 2020          | 10   | Adaptación de la novela escrita por Sakyo Komatsu.                    | [ 171 ] |
| 2021 | Star Wars: Visions: Akakiri & T0-B1 | Eunyoung Choi Abel Góngora | 22 de septiembre de 2021     | 22 de septiembre de 2021    | 9    | Antología basada en Star Wars.                                        | [ 127 ] |
| 2022 | Yojōhan Time Machine Blues          | Shingo Natsume             | 14 de septiembre de 2022     | 12 de octubre de 2022       | 6    | Secuela de Yojōhan Shinwa Taikei.                                     | [ 152 ] |
| 2023 | Scott Pilgrim                       | Abel Góngora               | 17 de noviembre de 2023      | 17 de noviembre de 2023     | 8    | Basado en las novelas gráficas "Scott Pilgrim" de Bryan Lee O'Malley. | [ 172 ] |

### Cortometrajes
| Año  | Título                | Director(es) | Fecha de lanzamiento | Duración | Notas              | Refs.   |
| ---- | --------------------- | ------------ | -------------------- | -------- | ------------------ | ------- |
| 2023 | Garden of Remembrance | Naoko Yamada | 30 de agosto de 2024 | 17m      | Historia original. | [ 173 ] |

### Como colaborador
- Adventure Time: Food Chain (2014) (En el episodio «Food Chain»)[28]

### Videos web
- OK K.O.!: Let's Be Heroes: Meet K.O. (2015), Carol (2016), Rad's Van (2017)